# Кетрін Монтгомері
Кетрін Монтгомері (англ. Kathryn Montgomery) — американська дослідниця медіа, доктор наук, професор.
Упродовж кількох років викладала теорію кіно і телебачення в University of California, Los Angeles (UCLA) and California State University, Los Angeles, працювала професором магістерської програми з масових комунікацій в Джорджтаунському університеті (Communication, Culture and Technology Master's Program at Georgetown University).
Переймалась науковими дослідженнями за грантами низки престижних фондів (Guest Scholar at the Woodrow Wilson International Center for Scholars, Smithsonian Institution, Washington, D.C.).
К. Монтгомері — відомий медіадидакт, автор і редактор кількох книжок (наприклад, The Handbook of Children and the Media) і наукових збірників з проблем медіа і медіаосвіти, учасниця багатьох національних і міжнародних конференцій. Її статті публікувались у найвідоміших американських виданнях (The New York Times, The Washington Post, The WallStreet Journal, The Boston Globe, Los Angeles Times, USA Today).
Під її керівництвом здійснюються масштабні дослідження, пов'язані вивченням ролі медіа в житті молодого покоління і медіаосвіти.

## Вибрані праці
- Montgomery, K. (1989). Target: Prime Time — Advocacy Groups and the Struggle over Entertainment Television. New York: Oxford University Press.
- Montgomery, K. (2006) Youth as E-Citizens: The Internet's Contribution to Civic Engagement, In: Buckingham, D. and Willett, R. (Eds.). Digital Generations: Children, Young People, and New Media. London: Lawrence Erlbaum Associates.
- Montgomery, K. (2007) Media Education in the United States: Stakeholder Groups, Issues, and Trends. Paris: UNESCO.
- Montgomery, K. (2007) Youth and Digital Democracy: Intersections of Practice, Policy, and the Marketplace. In: Bennett, W.L. (Ed.), Civic Life Online. MIT Press.
- Montgomery, K. (2008) Creating a Media Policy Agenda for the Digital Generation. In: Schejter, A.M. (Ed.).